# Riuada del Vallès Occidental del 1962

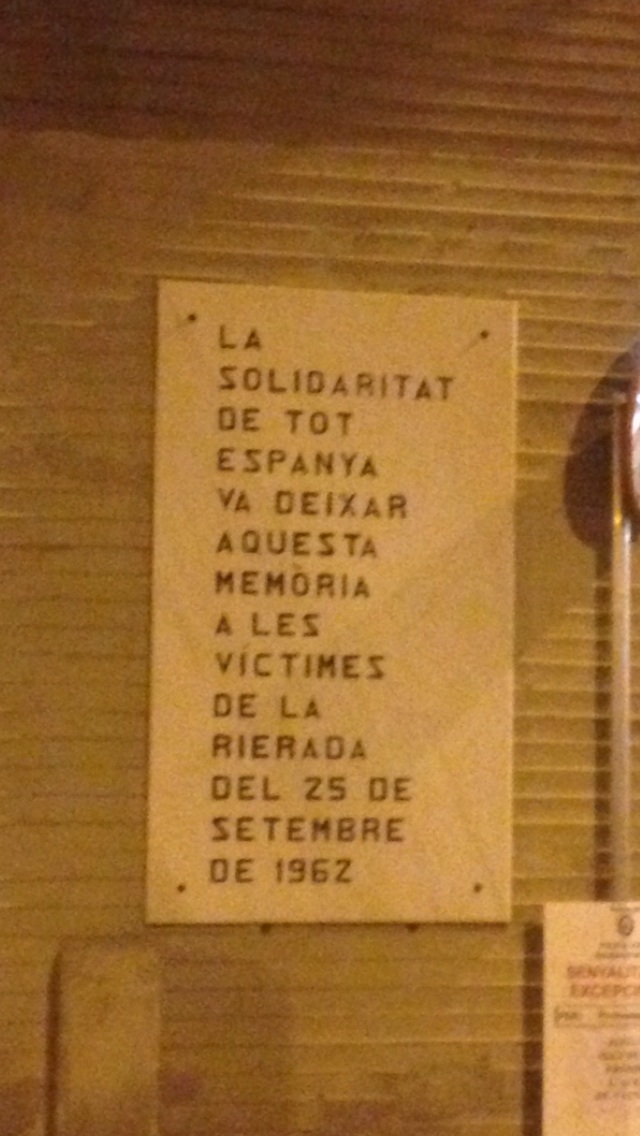
Placa commemorativa de les riuades de 1962 a Rubí.

La riuada del Vallès Occidental del 1962 va ser una catàstrofe hidrològica al Vallès Occidental originada per grans precipitacions que van desbordar els rius Llobregat i Besòs i els seus afluents a les parts més baixes. Una avinguda torrencial d'aigua va causar entre 600 i 1000 víctimes mortals i moltes pèrdues materials. És considerada la pitjor catàstrofe natural de la història recent d'Espanya.

## Causes
Tot i que les causes principals van ser les meteorològiques, es considera que les geogràfiques, geològiques i urbanístiques van jugar també un paper molt important.

### Meteorològiques
El 25 de setembre de 1962, després d'una llarga temporada de sequera, van caure precipitacions de 240 litres per metre quadrat en menys de tres hores, que van fer créixer el cabal de la part final del Llobregat, el Besòs i els seus afluents. Les pluges van caure principalment sobre el Vallès Occidental, però també van ser considerables al Vallès Oriental, el Baix Llobregat i el Maresme. Es van registrar 182 l/m² en 24 hores a la Mola, al massís de Sant Llorenç del Munt.
Diversos factors van provocar la formació i desenvolupament d'una convecció profunda, eficient i explosiva en un entorn inestable i amb molta humitat. Una potent dorsal a diferents nivells actuava com a tap mentre a les capes baixes l'aire s'anava carregant d'humitat pel flux càlid i humit, i a la tarda la dorsal es va retirar lentament en direcció est, i un cop el tap atmosfèric va quedar alliberat, la inestabilitat es va alliberar de manera explosiva, que la dorsal impedia avançar, i el front va circular de sud a nord a Catalunya generant un tren convectiu de tipus frontal.
Uns rius gairebé insignificants, com la riera de Rubí i el Ripoll, van créixer de manera excepcional i es van endur tot el que van trobar al seu davant. El barri de les Arenes a Terrassa, l'Escardívol de Rubí i moltes fàbriques de Sabadell van desaparèixer sota les aigües de la riuada.
Es va arribar a uns grans cabals màxims estimats: 1.750 m³/s a la riera de les Arenes a Rubí; 2.000 m³/s del riu Ripoll, a Sabadell, i 3.200 m³/s a Ripollet i 5.000 m³/s del Besòs a Sant Adrià del Besòs.

### Geogràfiques
El Vallès té les poblacions en un pla inclinat que descendeix directament del massís de Sant Llorenç del Munt, farcit de rius, rierols i torrents.
El règim pluvial té una gran irregularitat anual i interanual, de caràcter torrencial amb especial importància a la primavera i la tardor, i el cabal dels cursos d'aigua té relació directa amb la pluja, provocant fortes riuades, fins i tot catastròfiques, com la riuada de Sant Antoni de 1898, la Nevada Grossa de 1944, la pròpia de 1962 i els Aiguats del 20 de setembre de 1971. El llit de la riera de les Arenes roman sec durant gran part de l'any, essent necessària la caiguda d'uns 60 l/m2 perquè hi circuli aigua. La xemeneia d'aire calent que va pujar enmig de la massa d'aire fred, va desencadenar uns cabals punta superiors a 1.000 l/m2.

### Geològiques
Els materials que es troben als llits dels rius inundats corresponen a dipòsits detrítics incoherents de còdols i graves de matriu sorrenca formats el Miocè i el Quaternari, disposats en llits d'amplada constant formats pels canvis de cabal, fet que fa entendre una mica millor el desenvolupament de la desgràcia. També el gran nombre d'arbres i pedres que hi havia a prop del riu van ajudar a augmentar la catàstrofe.

### Urbanístiques
El desenvolupament econòmic del Vallès de la dècada de 1940 i la dècada de 1950 del segle xx va comportar l'arribada d'immigració. Això va suposar la construcció d'edificacions tant habitatges com indústries vora del riu, amb un descontrol urbanístic força accentuat, sobretot en un moment polític on els propietaris del sòl eren els mateixos governants o gent molt propera. Aquests barris marginals creats davant del problema gravíssim d'habitatge, amb poca qualitat de construcció i una població no censada, van proliferar ràpidament en terrenys agrícoles, lluny del centre de les ciutats, com la llera de les Arenes a Terrassa, los Rosales a Sant Quirze o les Fonts, que, a més a més, resultaven molt barats, i van ser els més afectats en la riuada.
En el cas particular de Rubí, probablement la ciutat on l'anàlisi de les causes ha estat més exhaustiu, el principal factor que va produir la catàstrofe va ser la planificació o falta de planificació territorial. Els principals punts negres van ser la ubicació d'una nau industrial molt pròxima al llit del riu (Fàbrica Arch) i la situació dels dos barris més afectats a molt poca distància de la llera o, fins i tot, dins de la llera (Barri de l'Escardívol i barri de la Font de la Via). Després d’expropiar diversos terrenys, el curs de la riera de Rubí s'havia modificat i en 1860 es va construir el primer pont de pedra a Rubí per connectar el poble amb les terres de conreu i les masies situades als camps de l’altra banda de la riera. La Fàbrica Arch, el seu emplaçament disminuïa la capacitat de la llera fins al punt de formar una gran retenció d'aigua. Es va posar en marxa, dedicada al rentat de llana com a Hijos de Pedro Ribas en 1888, i en 1918 va passar a ser propietat dels germans Arch per l'adob de pells com a Rubí Industrial, SA, que al segon quart del segle passat es convertí en la principal fàbrica de la vila, sent coneguda popularment com "la Pelleria". El trencament brusc de l'edifici va provocar un augment sobtat del cabal de les aigües agreujant-ne les seves conseqüències. La precipitació caiguda va tenir també influència però ha quedat palès que amb una pluja poc extraordinària (25 anys de període de retorn), la mortalitat al barri hagués estat molt semblant.

## Efectes
Les riuades van causar entre 600 i 1000 víctimes mortals i unes pèrdues estimades de 2.700 milions de pessetes.

### Terrassa

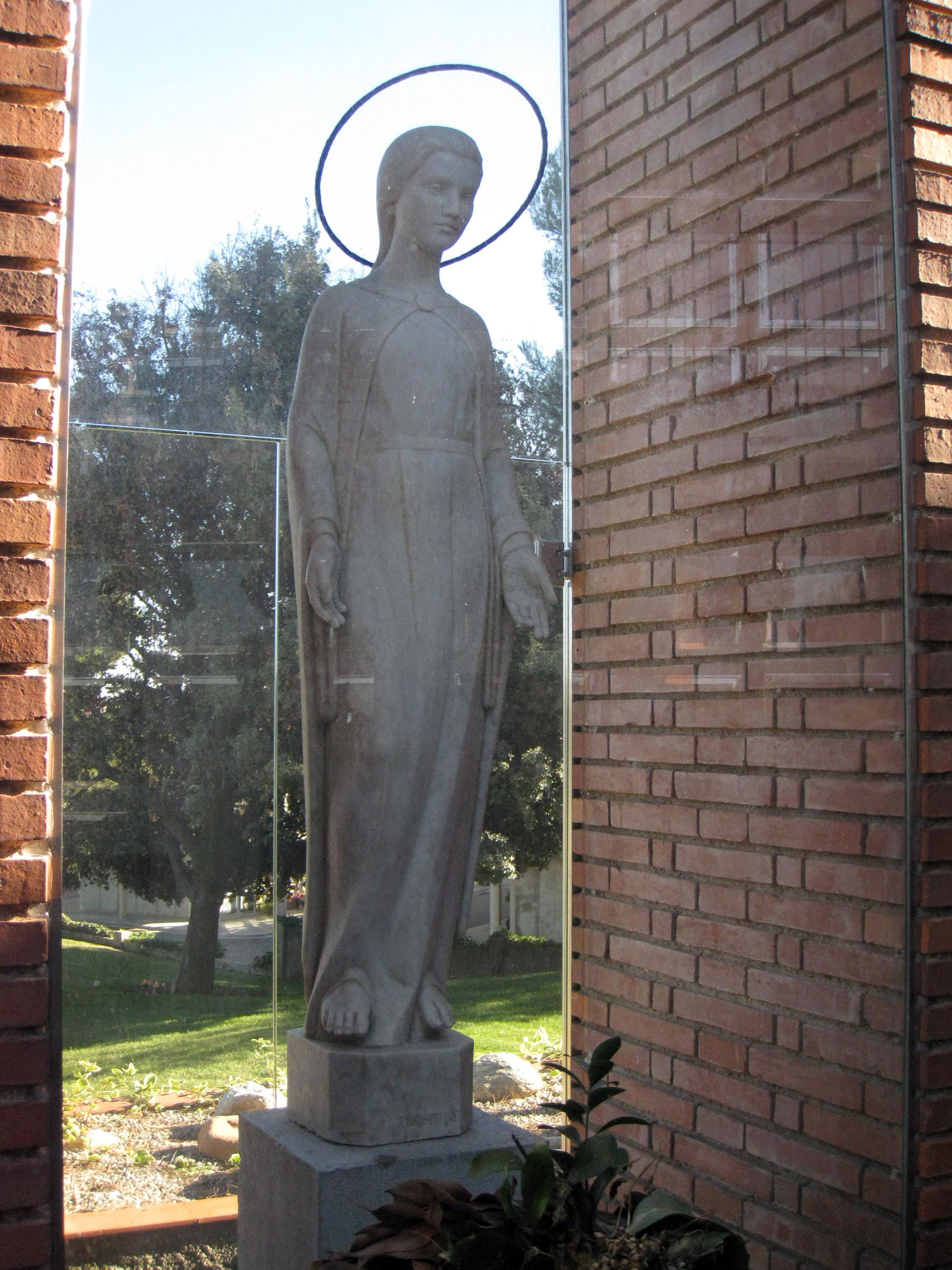
Monument a les víctimes de la riuada de Terrassa, escultura de Ferran Bach i Esteve al cementiri de Terrassa

El terme de Terrassa és solcat per nombrosos torrents i per dues rieres, habitualment seques, la funció de les quals és transportar l'aigua del massís de Sant Llorenç del Munt i l'Obac al riu Llobregat, i per aquest corrent fins al mar.
La riera del Palau, que neix al nord del terme, passava per la rambla d'Ègara mitjançant un col·lector, i després s'unia a la riera de les Arenes. Aquesta riera travessava la ciutat sense canalitzar i formava, a les Fonts, la riera de Rubí. La gent coneixia els estralls que es produïen quan baixaven les rieres, però el problema fou que es deixà construir al seu entorn. En l'aiguat del 25 de setembre de 1962 van caure 225 litres per metre quadrat, dels quals 95 en només 45 minuts, que van provocar la catàstrofe de la riuada. A la rambla d'Ègara (aleshores Avenida del Caudillo), el col·locador es va obstruir pels materials que arrossegava la riera del Palau. El pont de la Renfe es va cegar i va fer de dic, i, quan rebentà, l'aigua assolí més de dos metres d'alçada i s'endugué tot el que trobà: persones, arbres, vehicles, màquines, mobles... A la Rambla perderen la vida setanta-dues persones, i disset més es donaren per desaparegudes. La riuada assolà les fàbriques situades a la part alta, enderrocà diverses cases i arrossegà molts automòbils fins a la Rambleta.
La riera de les Arenes va desviar el seu curs en els blocs dels grups de Sant Llorenç i va discórrer per una antiga llera, assolant pel marge dret l'actual barri d'Ègara, "el triangle de la mort" on provocà més d'un centenar de víctimes i enderrocà moltes casetes.
En total, a Terrassa van morir tres-centes vint-i-set persones i hi va haver una quantitat semblant de ferits, mentre que unes cinc-centes casetes van ser ensorrades o greument afectades.

### Rubí
El terme de Rubí és travessat per nombrosos torrents i, sobretot, per la riera de Rubí, producte de la unió de les dues rieres de Terrassa, la riera del Palau i la riera de les Arenes. Com en la majoria de casos, el problema fou que es deixà construir al seu entorn. Dues d'aquestes construccions, la Fàbrica Archs la Pelleria i el pont de la pelleria, de tres ulls, i amb un ull i mig obturats per les escombraries i vegetació que arrossegava l’aigua de la riera, no van permetre el pas del cabal d'aigües produït per la pluja i van fer de dic. Quan rebentà, el cabal es va multiplicar per dos i l'aigua assolí calats de més de tres metres d'alçada just al ben mig del Barri de l'Escardívol. La riuada assolà algunes fàbriques, les 80 cases que tenia el barri de l'Escardívol i enderrocà diverses cases en altres barris. A Rubí perderen la vida dues-centes cinquanta-cinc persones.

### Sabadell

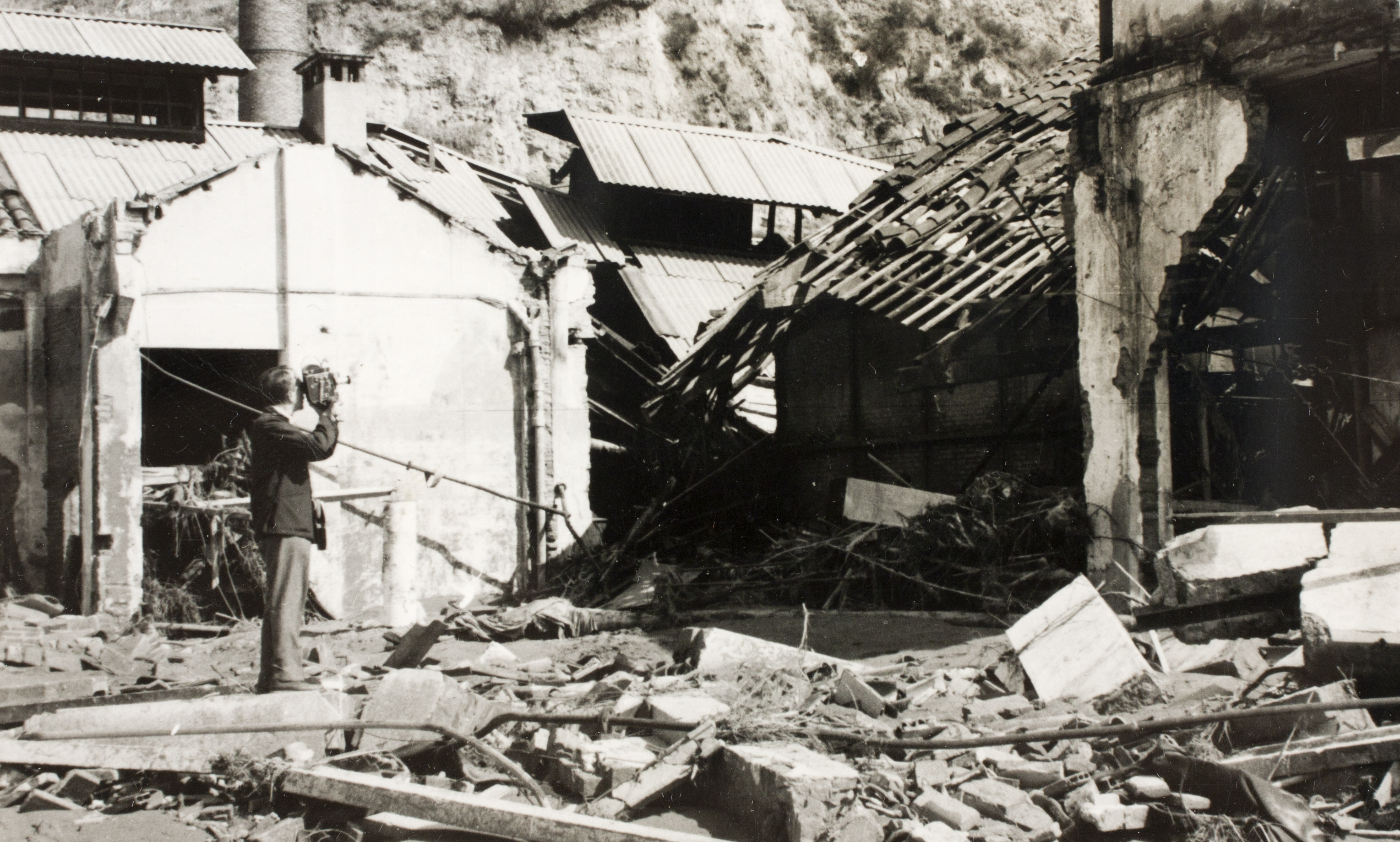
Joan Llobet i Prunes filmant els efectes de la riuada de 1962 al riu Ripoll a Sabadell

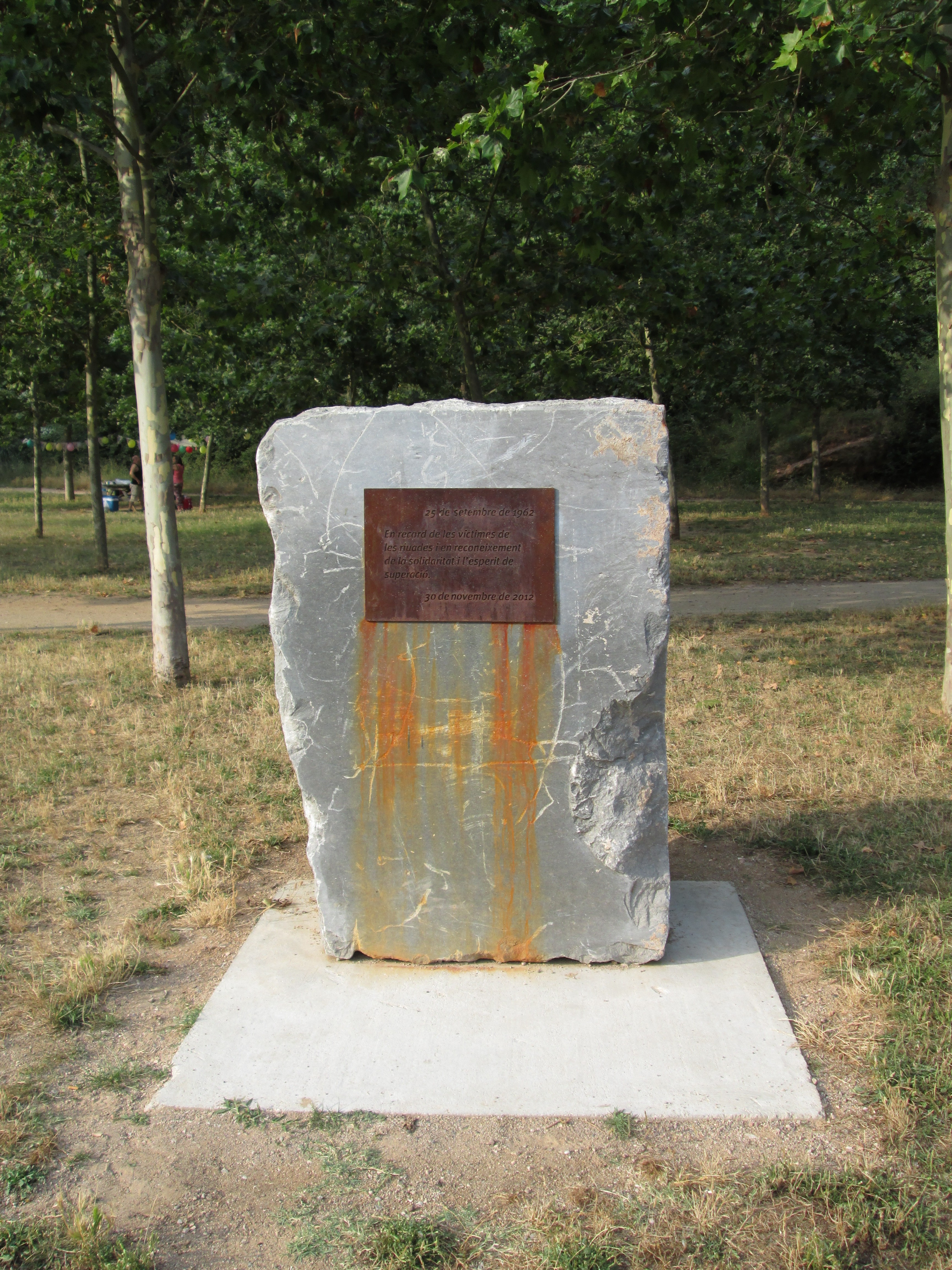
Monument en record de les víctimes de les riuades a Sabadell amb motiu del 50è aniversari de la catàstrofe

A Sabadell, les aigües de les rieres del terme municipal i el riu Ripoll van anar pujant fins que van arribar als habitatges i les indústries situades dins o al costat del curs fluvial. La riuada va passar com una tromba d'aigua, enduent-se les cases que trobava al seu pas. La tempesta també va fer que se n'anés la llum.
El barri de Torre-romeu, situat al nord-est de la ciutat, a l'altra banda del Ripoll, i edificat en bona part sobre el llit del riu, va ser un dels barris més afectats de Sabadell. Can Puiggener va ser un altre dels barris que més va patir la rierada. També als barris de la Plana del Pintor, Campoamor, etc. la pluja va afectar força cases simples. Les indústries d'aprestos i acabats situades al curs del Ripoll també van ser molt castigades.
| «                    | Alguns veïns encara recorden ara com, amb la llum de l'únic cotxe que llavors hi havia al barri de Torre-romeu -el del farmacèutic- es guiaven per rescatar d'entre l'aigua i el fang els sabadellencs que la riuada arrossegava. […] Els veïns, sota la pluja, fugien espantats de les cases i, quan no podien fugir, s'enfilaven als terrats i a les teulades per demanar socors. […] Els mateixos veïns veien com l'aigua se'ls enduia la casa i, dins d'aquesta, tots els béns que posseïen. | » |
| — Jordi Calvet, 1984 | |   |

L'endemà, el 26 de setembre, es va calcular que la riuada havia afectat el 80% de les indústries d'aprestos i acabats de Sabadell, cosa que suposava el 40% de la capacitat de l'Estat espanyol. Totes les fàbriques van ser afectades. "Tintoreria Castelló" feia pocs dies que havia inaugurat l'edifici i la maquinària, que era nova, va quedar completament destruïda. "Acabats Estruch, S.A.", "Tints i Aprestos Casanoves Argelaguet, S.A.", "Ramon Buxó i fills", "Indústries Casablanques, S.A.", "Llorens i Torra, S.A.", "Grau, S.A." (Cal Grau), "Sabadell Tèxtil, S.A.", etc., van ser algunes de les 16 indústries afectades a Sabadell.

### Sant Quirze del Vallès
Sant Quirze es va veure afectat per la crescuda del Riu Sec al seu pas pel barri del Los Rosales, i la Riera de Rubí al barri de Les Fonts, que van provocar moltes víctimes i danys.

### Cerdanyola del Vallès
Les inundacions a Cerdanyola del Vallès no van ser tan pronunciades, ja que el riu Sec i el riu Major, els dos rius que flueixen per la localitat, no van rebre la mateixa quantitat que la riera de les Arenes o el riu Ripoll, així, malgrat les nombroses pèrdues materials no es van comptabilitzar víctimes mortals. Les famílies que van perdre la seva casa, bàsicament al barri de Montflorit, van ser reallotjades mitjançant l'ajuda que van rebre de l'Ajuntament

### Ripollet
El nombre de víctimes a Ripollet va ésser de 12, però es va emportar fàbriques senceres que per sort estaven buides.

### Matadepera
A Matadepera, la tempesta va provocar almenys quatre víctimes mortals i molts danys materials quan les construccions més properes a la llera de la Riera de les Arenes van ser totalment arrasades.

### Mollet del Vallès
La tempesta, que va deixar 163 litres per metre quadrat a Mollet, va durar entre una hora i mitja i tres hores, arribant en algun moment de màxima intensitat als sis litres per minut. Tot i provocar molts danys materials i personals no va causar víctimes mortals.

### Sant Adrià de Besòs
El Maresme va quedar aïllat per tren des d'aquell dia, ja que es va endur el pont de Renfe de Sant Adrià de Besòs. Fins l'endemà no es va establir un servei d'autobusos, que van connectar amb l'estació de França mentre s'instal·lava el pont provisional: El cos d'enginyers de l'exèrcit va muntar un pont Bailey, que va estar operatiu durant 1 any escaig, desbaratant el temps rècord dels trens verds suïssos que havien arribat a fer el trajecte Mataró-Barcelona en 15min, temps que per altres motius ja no s'ha recuperat mai més, quedant en els 45min actuals.
La catàstrofe va ser al Vallès, però les conseqüències del pont de Sant Adrià: temps perdut (30min) pels passatgers de tots els trens de tot un any (havent deixat un precedent que al final ha servit per deixar-ho definitiu), no són menyspreables.

## Accions posteriors
Joaquín Soler Serrano a Ràdio Barcelona va emprendre una intensa campanya per recollir aliments, material divers i diners per ajudar les víctimes, recaptant 30 milions de pessetes. i el règim franquista també va respondre amb tot l'aparell propagandístic i Francisco Franco en conèixer la notícia va ordenar que el vicepresident del Govern, Agustín Muñoz Grandes i cinc ministres sortissin immediatament en direcció a Catalunya que es lliurés tota l'ajuda necessària. El 26 de setembre el govern espanyol va enviar al regiment d'Artilleria de Costa número 7, la Policia Armada i uns 200 i escaig guàrdies civils de l'acadèmia de Sabadell per a ajudar a la recuperació dels cossos i fer altres tasques. També van participar la secció femenina de Falange en la neteja dels cossos, i els Minyons de Muntanya, però l'ajuda més important fou la de gran quantitat de voluntaris que recorregueren durant dies el curs de la riera per a desenterrar els cadàvers.
El 30 de novembre de 1962 es va introduir la legislació a Espanya per la qual es van declarar d'urgència les obres de reconstrucció, reparació, defensa, canalització conseqüència d'inundacions i altres sinistres considerats catastròfics, i es van construir diversos edificis per reallotjar als afectats als barris de Ca n'Anglada a Terrassa i el grup d'habitatges "25 de setembre" amb quatre torres de 13 pisos i 43 blocs de pisos a Rubí per als damnificats, que prèviament s'havien allotjat a les "cases de fusta".
Per a reallotjar els afectats per la inundació, el 28 de juny de 1964, coincidint amb la festa major de Rubí, el governador civil, va inaugurar 
Després de la catàstrofe, la Confederació Hidrogràfica del Pirineu Oriental va prendre les mesures pertinents per redreçar el cabal del riu, ampliant-ne el llit i construint defenses de formigó. L'Ajuntament de Terrassa va endegar l'arranjament de la riera del Palau i la de les Arenes, i la reconstrucció de les parts desaparegudes.

## Commemoració

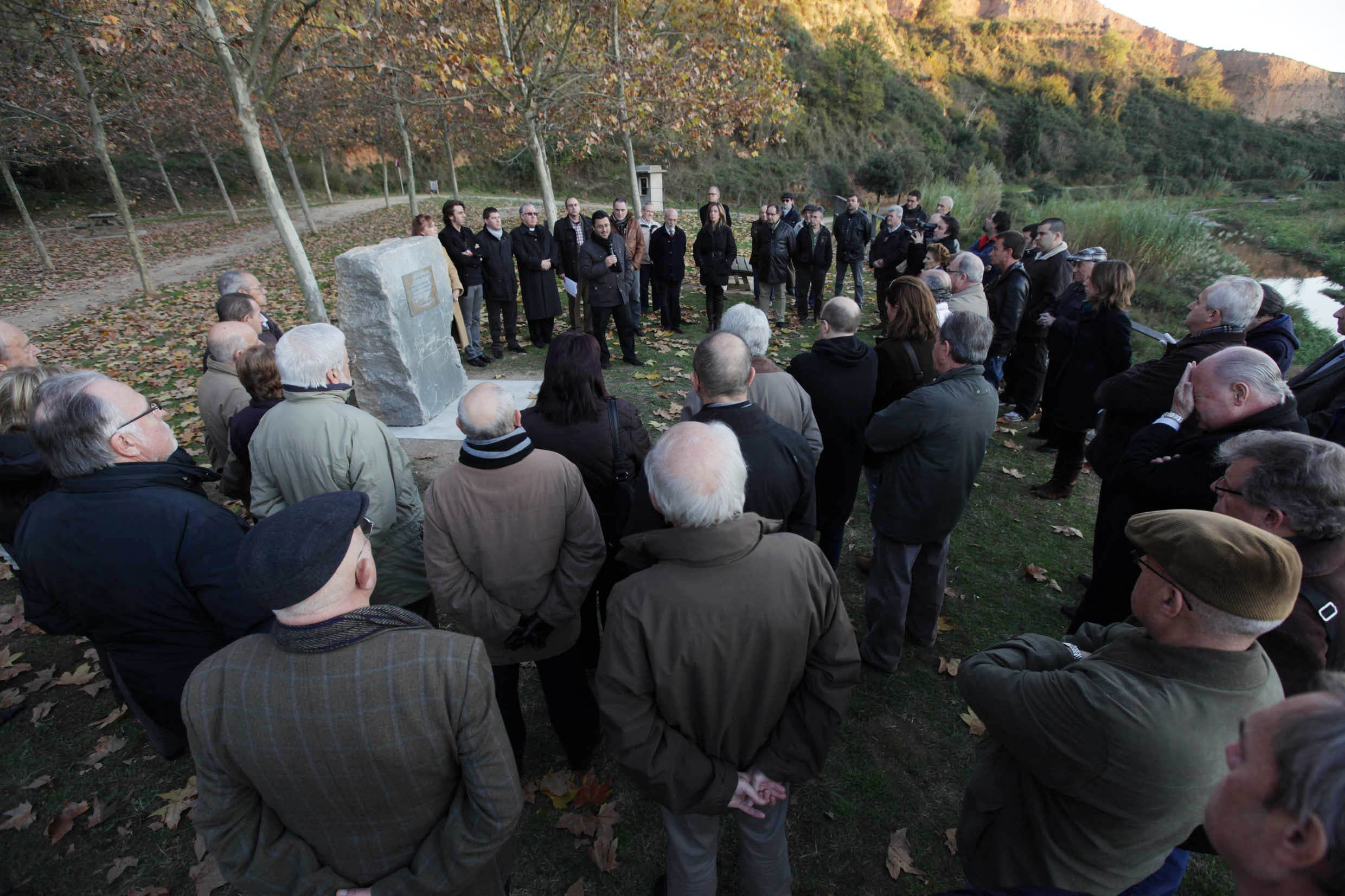
Inauguració del monòlit col·locat al Molí de l'Amat de Sabadell en record a les víctimes de les riuades del 1962

Per recordar els fets s'han aixecat monuments en record a les víctimes en diverses de les poblacions afectades, entre ells el monument situat al pont del carrer Cadmo de Rubí creat el 1963, corresponent a l'època més abstracta de l'escultor Josep Maria Subirachs, una escultura de Ferran Bach i Esteve al cementiri de Terrassa, un monòlit al davant del Molí de l'Amat de Sabadell,o un monument a la plaça de Sant Jordi de Matadepera.

### 50è aniversari
Amb motiu del 50è aniversari de la catàstrofe els Ajuntaments de Rubí Matadepera i Sabadell van organitzar sengles programes d'actes en record d’aquella efermèride i va crear material per recordar aquest fet, cercant també la participació popular a través d'un lloc web per recollir tota la informació i testimonis possibles.